# Jacek Misiurewicz
Jacek Misiurewicz (ur. 1965 w Warszawie) – polski elektronik, doktor habilitowany nauk technicznych. Specjalizuje się w cyfrowym przetwarzaniu sygnałów i radiolokacji.

## Życiorys
Absolwent XIV Liceum Ogólnokształcącego im. Klementa Gottwalda w Warszawie (dziś 
XIV Liceum Ogólnokształcące im. Stanisława Staszica) w 1983. W 1988 ukończył studia magisterskie na Wydziale Elektroniki Politechniki Warszawskiej, specjalizując się w aparaturze elektronicznej. Na tym samym wydziale został zatrudniony w 1988 w Instytucie Podstaw Elektroniki PW i doktoryzował się w 1996 na podstawie pracy zatytułowanej Estymacja częstotliwości sygnałów nierównomiernie spróbkowanych – zastosowanie w cyfrowym przetwarzaniu sygnałów radiolokacyjnych pod kierunkiem Andrzeja Wojtkiewicza. W swojej działalności naukowej skupił się na dziedzinie radiolokacji, w szczególności na nierównomiernym próbkowaniu sygnałów, a także radarach SAR, szumowych i pasywnych. Współtworzył szereg projektów współpracy Politechniki Warszawskiej z przemysłem krajowym, jak również prowadził badania związane z międzynarodowym projektem finansowanym przez Europejską Agencję Obrony. Wykładał kilka przedmiotów na Politechnice Warszawskiej. W latach 1998–2004 należał do zarządu polskiej sekcji Instytutu Inżynierów Elektryków i Elektroników i redagował jej newsletter. Habilitację z telekomunikacji uzyskał w 2014 na podstawie dotychczasowego dorobku naukowego i pracy pt. Zastosowania metod opartych na rzadkiej reprezentacji sygnału do przetwarzania sygnałów radiolokacyjnych.
Swoje prace publikował w czasopismach, takich jak „IET Radar, Sonar & Navigation”, „IEEE Transactions on Aerospace and Electronic Systems", „IET Radar, Sonar & Navigation", jak również na różnych konferencjach naukowych. Stworzył i współtworzył kilkadziesiąt publikacji naukowych.